# Max Fürbringer
Max Fürbringer (Wittenberg, Porosz Királyság, 1846. január 30. – Heidelberg, 1920. március 6.) német biológus, ornitológus, anatómus, egyetemi oktató és őslénykutató. Számos madárfajt ő kategorizált be. Zoológiai szakmunkákban nevének rövidítése: „Fürbringer”.

## Művei
- Die Knochen und Muskeln der Extremitäten bei den schlangenähnlichen Sauriern, 1870
- Untersuchungen zur Morphologie und Systematik der Vögel (2 Bände) 1888
- Zur Entwicklung der Amphibienniere, 1877
- Über die occipitalen Nerven d. Selachier und Holocephalen und ihre vergleichende Morphologie. in der Festschrift für Carl Gegenbaur III, 1897, S. 351–768.
- Zur Systematik und Genealogie der Reptilien. Beitrag, 1900
- Zur Frage der Abstammung der Säugetiere, 1904
- Die spino-occipitalen Nerven
- Zur vergleichenden Anatomie der Schultermuskeln und des Brustschulterapparates (fünf Bände)
- Morphologische Streitfragen